# Dawny budynek UAM przy ul. Słowackiego 20 w Poznaniu
Dawny budynek UAM przy ul. Słowackiego 20 w Poznaniu – secesyjna kamienica przy ulicy Słowackiego 20 w Poznaniu, jeden z dawnych budynków dydaktycznych Uniwersytetu im. Adama Mickiewicza.

## Lokalizacja
Kamienica zlokalizowana w ramach zespołu rezydencji na Jeżycach – luksusowego osiedla okazałych kamienic i willi miejskich, wzniesionego w latach 1902-1914, w rejonie ulic Sienkiewicza (Wettynów) – Mickiewicza (Hohenzollernów) – Dąbrowskiego (Wielka Berlińska) – Słowackiego (Karola).

## Historia
Kamienica została zbudowana w 1902 przez pracownię Paula Lindnera i Karla Roskama dla spółki nazywanej terrainkonsortium, którą tworzyli: major w stanie spoczynku Karl Rapmund, adwokat Samuel Jarecki, Gustav Wolf – dyrektor banku Norddeutchen Creditanstalt, hrabia Hektor Kwilecki z Kwilcza, kupiec Nepomucen Kierski, dyrektor banku Gustav Strohman z Chodzieży i dyrektor Wilhelm Wolff.
W 1916 mieszkał w tej kamienicy profesor Karl Fritsch, ewangelik, naczelny lekarz szpitala Diakonisek. Do 1920 mieszkali tu: Ida Wolf z domu Briske z dziećmi (wdowa po Sigismundzie Wolfie – bankierze i radcy komercyjnym), Gustav Wolf oraz Elsbeth Jafeé z domu Werther (wdowa po tragicznie zmarłym profesorze Maksie Jaffé – głównym chirurgu szpitala żydowskiego i miejskiego).
Kamienica została ofiarowana Uniwersytetowi Poznańskiemu przez wdowę po Janie Chądzyńskim, lekarkę Julię z Paryża. Przed II wojną światową pełniła rolę żeńskiego domu studenckiego jako Dom Akademicki imienia Dr. Jana Chądzyńskiego (w 1933 budynek był zarządzany przez Organizację Studentek Uniwersytetu Poznańskiego – w kamienicy mieszkały 82 studentki i portier).

## Opis
Kamienica zlokalizowana jest na działce o powierzchni 752 m². Budynek ma 1572 m² powierzchni. Ma cztery piętra oraz piwnicę. Od frontu posiada cztery balkony.
W latach użytkowania budynku przez UAM, wyposażony był on w instalacje: elektryczną, wodną, kanalizacyjną, centralnego ogrzewania, telefoniczną, komputerową i wentylację grawitacyjną. Na każdej kondygnacji zlokalizowane było pomieszczenia sanitarne, włączone do jednego pionu wodno-kanalizacyjnego. W budynku znajdowało się 14 sal dydaktycznych średnio na 30 osób, jedna sala na 40 osób i dwie sale komputerowe, zajmujące łącznie powierzchnię 440 m². Pozostałą powierzchnię budynku zajmowały pokoje pracowników dydaktycznych, magazyny, biura, piwnice, pomieszczenia socjalne i korytarze.
W budynku znajdowały się dwie klatki schodowe. Główną klatkę schodową stanowią drewniane schody z oknami zdobionymi witrażami (częściowo zachowanymi), wychodzącymi na wewnętrzne niewielkie atrium. Nad wejściem do kamienicy znajdował się historyczny napis Dom Akademicki imienia Dr. Jana Chądzyńskiego.
Pomiędzy kamienicą a sąsiednim budynkiem pod numerem 22 należącym do Urzędu Miasta Poznania, znajdował się parking na kilka pojazdów.

## Jednostki UAM, które miały siedzibę w budynku
W budynku swoją siedzibę do 2015 miało kilka jednostek UAM:
- I i III piętro oraz piwnicę zajmował od 1966 Zakład Technologii Kształcenia (obecny Zakład Edukacji Medialnej), wchodzący w skład Wydziału Studiów Edukacyjnych,
- na I piętrze swoje pomieszczenia miał ponadto Zakład Pedeutologii i Pracownia Edukacji Ekologicznej, wchodzące również w skład Wydziału Studiów Edukacyjnych,
- wysoki parter zajmowała Katedra Muzykologii, wchodząca w skład Wydziału Historycznego,
- II piętro zajmowało Studium Nauczania Języków Obcych – Szkoła Języka Angielskiego (część Szkoły Językowej UAM).

Ponadto w kamienicy swoją siedzibę miało Polskie Towarzystwo Technologii i Mediów Edukacyjnych.
Swoją działalność naukową w tym miejscu prowadzili m.in. prof. Leon Leja, prof. Wacław Strykowski, prof. Wojciech Skrzydlewski, prof. Stanisław Dylak i dr Agnieszka Kozłowska-Rajewicz.

## Sala Leona Leji
Największa sala Zakładu Technologii Kształcenia na I piętrze – sala 12 – poświęcona była pamięci prof. zw. dr hab. Leona Leji – twórcy polskiej szkoły technologii kształcenia. Po lewej stronie od drzwi wejściowych do sali znajdowała się pamiątkowa metalowa tablica, odsłonięta 1 lipca 1999 (tablica została ponownie odsłonięta 30 marca 2016 w Collegium im. Floriana Znanieckiego w Poznaniu).

## Współczesność budynku
W marcu 2013 Uniwersytet im. Adama Mickiewicza w Poznaniu wystawił kamienicę na sprzedaży. W 2015 budynek został sprzedany. W dniach 28-29 maja 2015 Zakład Technologii Kształcenia zorganizował Ogólnopolską Konferencję Naukową "Nowe media w edukacji i dla edukacji", połączoną z symbolicznym pożegnaniem budynku dydaktycznego przy ulicy Słowackiego 20.
Po przeprowadzeniu gruntownych zmian w architekturze wnętrz, spółka Nieruchomości Wielkopolski zmieniła jego funkcję na budynek mieszkalny (23 mieszkania i 3 lokale).

## Galeria archiwalnych zdjęć budynku

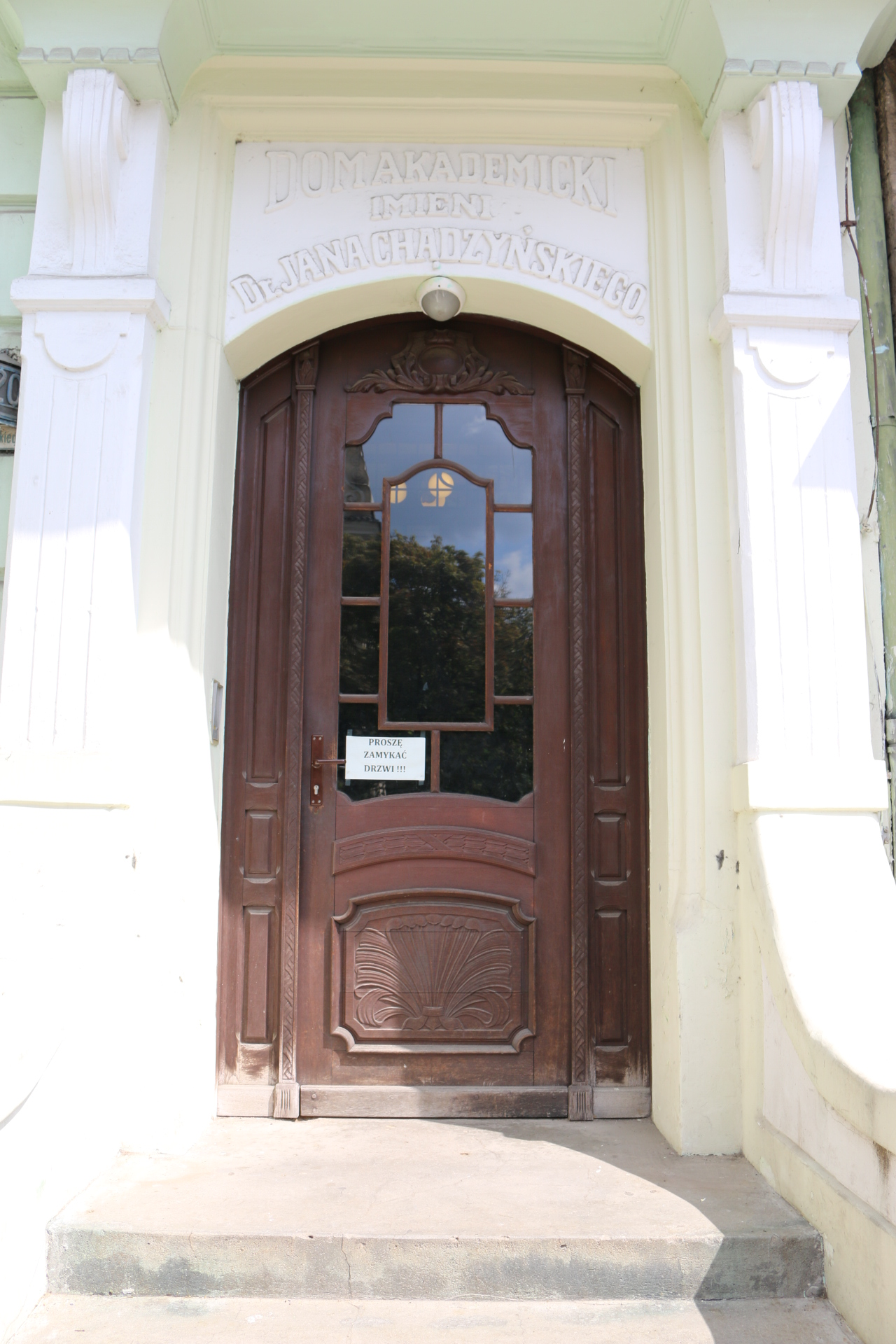
Wejście do kamienicy
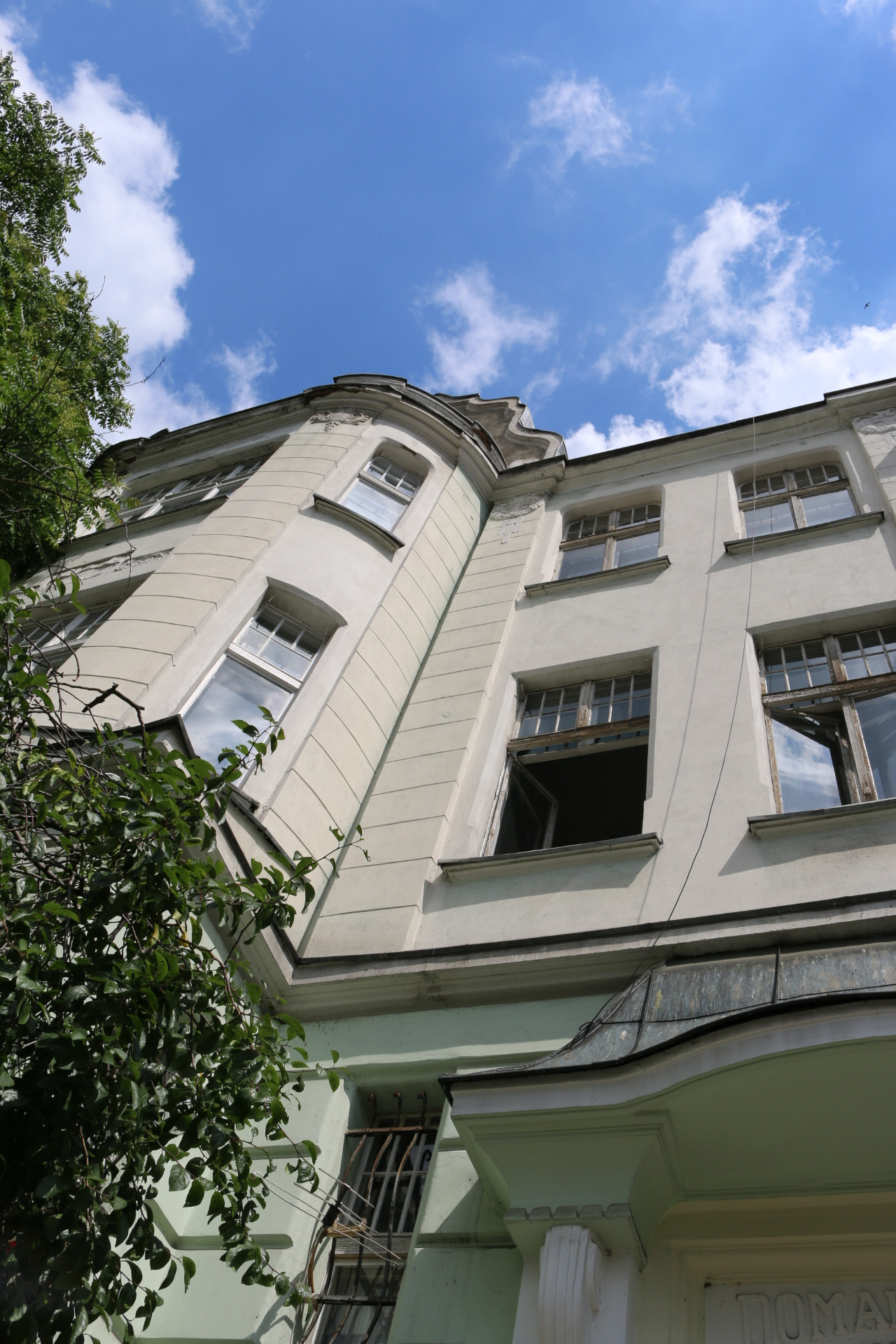
Ściana frontowa
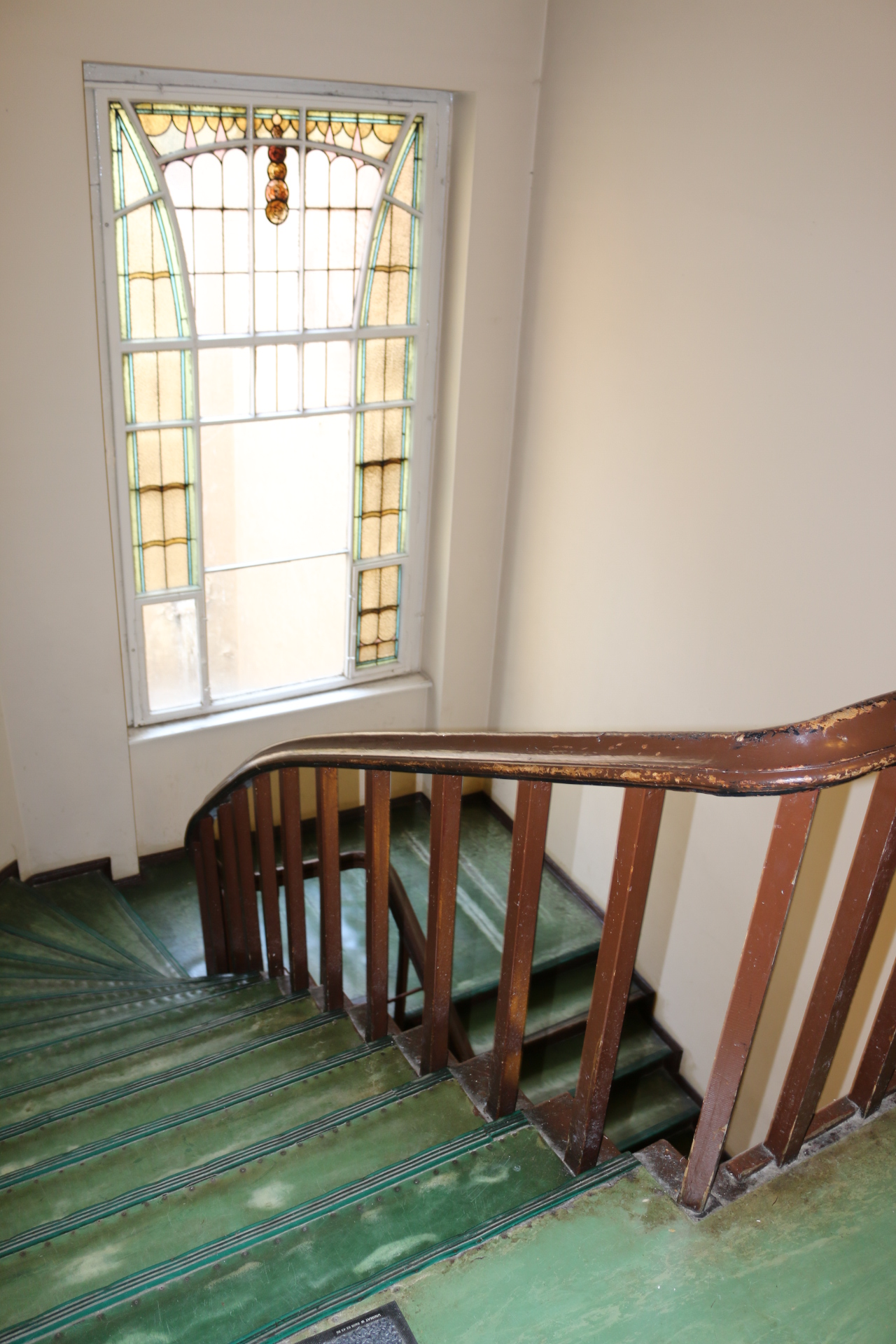
Fragment witrażu
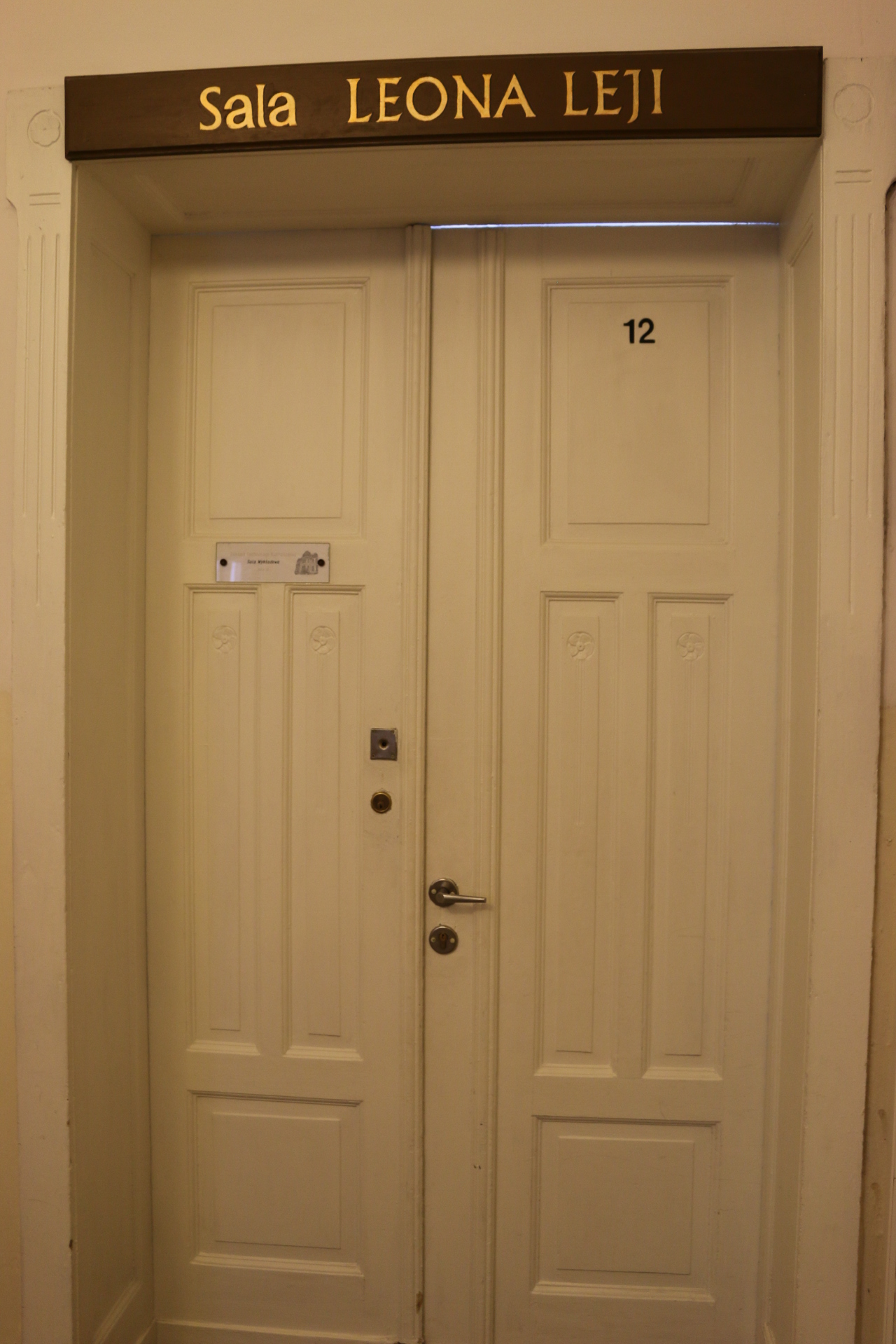
Drzwi do sali Leona Leji
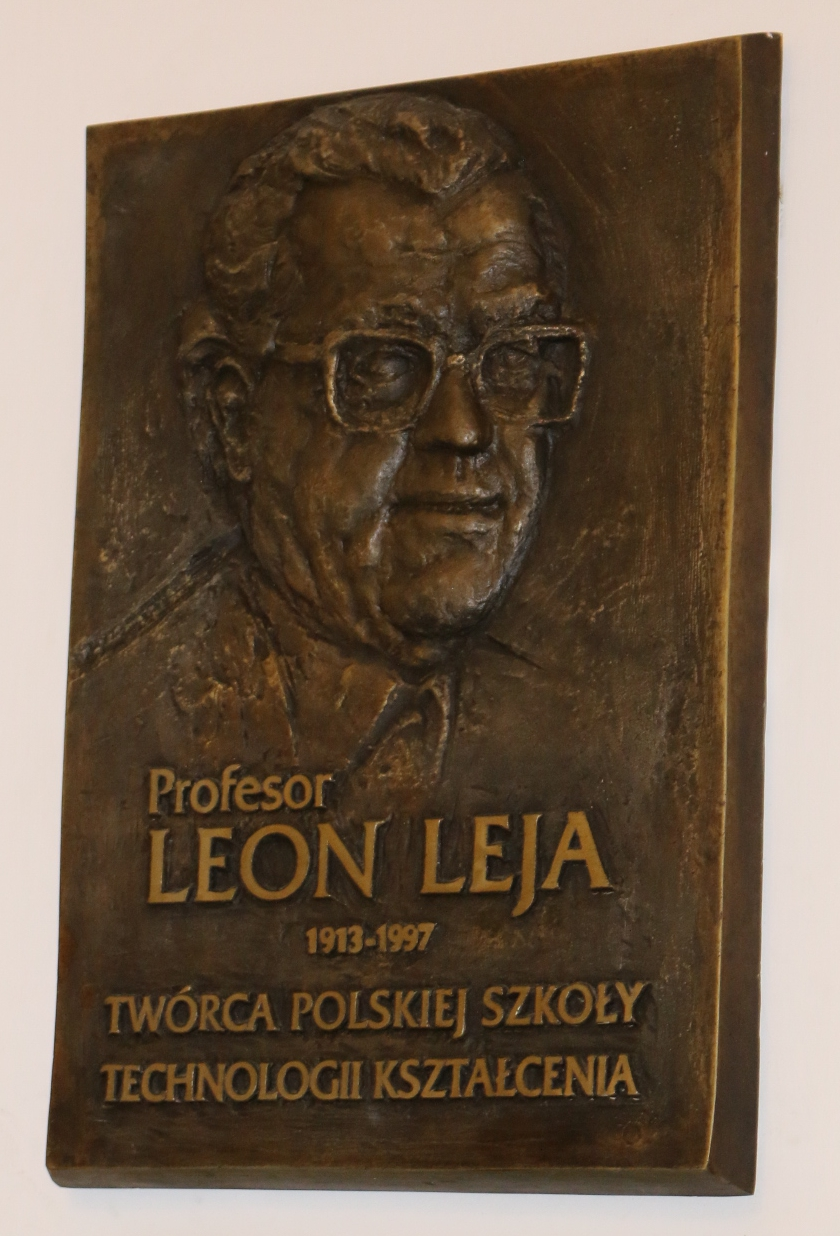
Tablica poświęcona prof. Leonowi Leji